# Жанажол (Восточно-Казахстанская область)
Жанажол (каз. Жаңажол) — село в Самарском районе Восточно-Казахстанской области Казахстана. Входит в состав Аккалинского сельского округа. Код КАТО — 635073200.

## Население
В 1999 году население села составляло 331 человек (162 мужчины и 169 женщин). По данным переписи 2009 года, в селе проживало 207 человек (102 мужчины и 105 женщин).